# Blue Force
Blue Force es un videojuego de aventuras para MS-DOS lanzado en 1993 por el exdiseñador de Police Quest, Jim Walls.

## Jugabilidad
El juego tiene ciertas similitudes con Police Quest, pero tiene un constante menú de inventario y contador de puntos abajo de la pantalla, un menú de visualización dinámico con cinco opciones (mirar, interactuar, caminar, hablar y el menú de opciones), y una interfaz de motocicleta de policía. En la motocicleta, el jugador puede usar la «Ignición» para viajar a un destino, y deberá usar la radio para contactar al cuartel general de la policía cuando sea necesario, y hacer clic en los códigos apropiados que coincidan con la situación. Resulta esencial que el jugador pida refuerzos cuando lidie con criminales.

## Trama
En 1995, Jake Ryan es un oficial de policía novato. El padre de Jake fue un oficial de policía, quien lo incitó a unirse a la fuerza. El padre de Jake fue asesinado cuando estaba de servicio en 1984, y su caso aún no ha sido resuelto. Durante el transcurso del juego, Jake encontrará pistas al asesino de su padre.
Jake se gradúa como el mejor de su clase y se une al departamento de policía de Jackson Beach, la misma fuerza en la que sirvió su padre. Realiza varios arrestos conectados con el allanamiento de la armería de la Guardia Nacional. Justo cuando está a punto de vincular estos crímenes con el asesinato de su padre, Jake tiene un accidente en su motocicleta. Tras pasar varias semanas en rehabilitación, el viejo compañero de su padre le ofrece un trabajo como asistente en su investigación privada, y Jake acepta. Finalmente, los dos descubren una gran red de contrabando de armas vinculada a tres individuos principales: Bradford Green, Stuart Cox, el fiscal de distrito Jackson Beach, y Nico Dillon, la persona que asesinó al padre de Jake. El juego termina con Nico siendo sentenciado a recibir una inyección letal, Bradford Green sentenciado a 20 años de prisión, y Stuart Cox condenado a 15 años de prisión.

## Recepción
Charles Ardai de Computer Gaming World dijo en 1993 que Blue Force «simplemente no es tan fuerte como los juegos previos de Walls». Ha criticado el mundo del juego («fachadas apuntaladas»), los «pésimos» diálogos, los «espantosos errores de ortografía y las inconsistencias fácticas», y velocidad lenta. Ardai concluyó que «Walls y Tsunami tienen mejores trabajos... no tienen ninguna otra dirección más que hacia arriba». La reseña de PC Format de 1993 se quejó del progreso restrictivo que a menudo requería de prueba y error, y burocracia repetitiva. En su conclusión, dijeron que «algunas buenas secuencias y gráficos promedios» fueron superados por «hacer clic para mantener la conversación, muchas muertes súbitas, una historia muy ajustada, entornos despoblados y estériles, personajes que caminan a paso de caracol, y falta de lógica en algunas situaciones».
En 1996, Computer Gaming World declaró a Blue Force el 37.° peor juego de computadora jamás lanzado.